# Андронаке, Лука
Лу́ка Кри́стиан Андрона́ке (рум. Luca Cristian Andronache; 26 июля 2003, Бухарест) — румынский футболист, нападающий клуба «Фарул».

## Клубная карьера
Выступал за молодёжные команды румынских клубов «Вииторул» (Домнешть) и «Стяуа», но на взрослом уровне за команду не играл.
5 августа 2020 года дебютировал на взрослом уровне выступлениями за команду «Вииторул» в матче Лиги 1 против столичного «Динамо» (1:1), выйдя на замену на 87 минуте вместо Алекси Питу и в целом за родную команду провёл 12 игр в высшем дивизионе страны.
Летом 2021 года «Вииторул» объединился с клубом «Фарул», где и продолжил выступления Андронаке.

## Карьера в сборной
Выступал за юношеские сборные Румынии до 17, до 19 и до 20 лет и участвовал в юношеском (U-19) чемпионате Европы 2022, где сыграл во всех трёх матчах и забил голы в игре с Италией (1:2), впрочем, румыны проиграли все игры и стали худшей командой турнира.